# Trigonogenius globulus
Trigonogenius globulus är en skalbaggsart som beskrevs av Antoine Joseph Jean Solier 1849. Trigonogenius globulus ingår i släktet Trigonogenius och familjen Ptinidae. Arten förekommer tillfälligt i Sverige, men reproducerar sig inte. Inga underarter finns listade i Catalogue of Life.